# Wildbann Dreieich

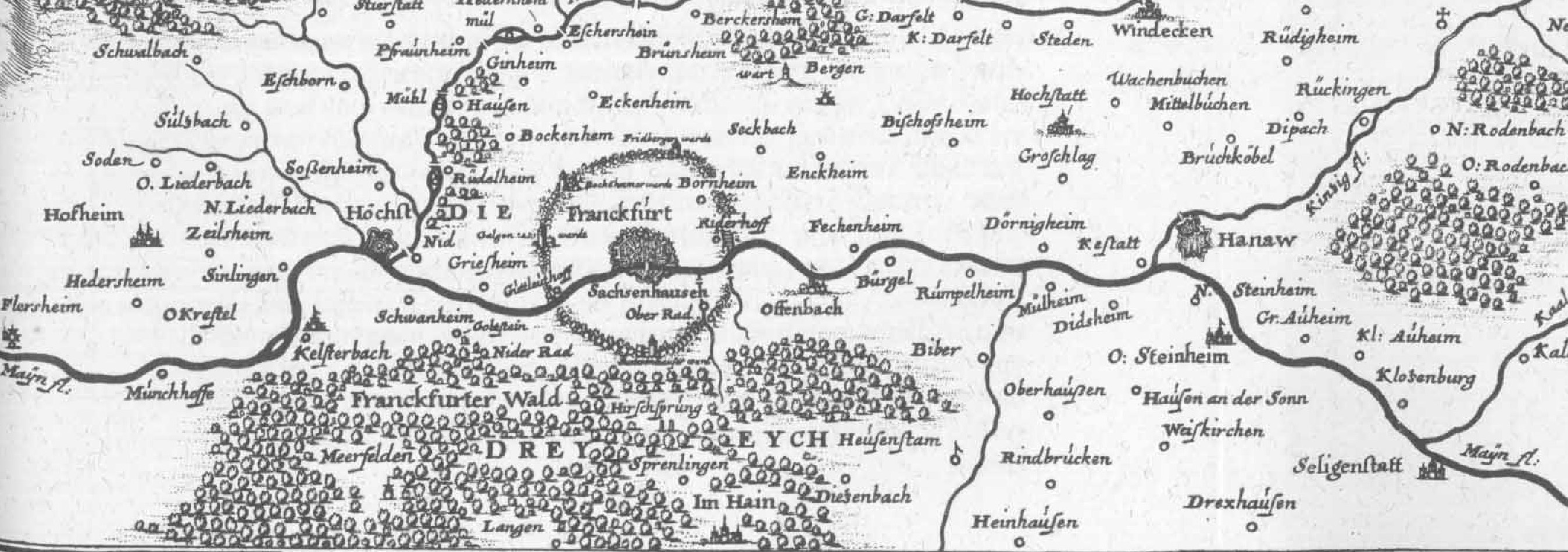
Der nördliche Teil der Dreieich auf einem Stich von Matthäus Merian

Der Wildbann Dreieich war ein mittelalterlicher Wildbann im Maingau.

## Geografische Lage
Die Ebene zwischen Rhein und Main war im Mittelalter ein dichtes Waldgebiet. Die Teile zwischen den Pfalzen Trebur und Frankfurt, der Reichsbannforst, waren Reichseigentum, über das die fränkischen Könige verfügten. Nach dem Weistum von 1338 reichte der Wildbann vom linken Mainufer bis über Darmstadt hinaus und vom rechten Mainufer entlang der Nidda bis Bonames und weiter bis Aschaffenburg. Südöstlich der Dreieich, zwischen dem Welzbach (Pflaumbach) bei Großostheim und dem Laudenbach, erstreckte sich der Wildbann der vom Kloster Fulda abhängigen Herrschaft Breuberg.

## Geschichte
Im Wildbann Dreieich, einem Reichswald, wurde um 950 ein königlicher Jagdhof errichtet, die spätere Burg Hayn in der Dreyeich. Als erster Vogt des Wildbannes wurde 1078 ein Reichsministerialer Eberhard genannt. Er und seine Familie nannten sich seither „von Hagen“. Das Reichsgut ging im Laufe der Jahrhunderte auf Territorialherren über. Das besondere königliche Jagdrecht im Wildbann Dreieich bestand aber auch in den folgenden Jahrhunderten weiter. Als Kern des alten Wildbanns erhalten blieb bis zum Anfang des 19. Jahrhunderts der Teil, der an die Herren von Hagen-Münzenberg gelangt war.
Mit dem Tod des letzten Herren von Münzenberg, Ulrichs II. von Münzenberg, im Jahr 1255, wurde dieser Teil als Allod zu einem Sechstel an die Herrschaft Hanau, die spätere Grafschaft Hanau, dann Grafschaft Hanau-Lichtenberg, vererbt, zu fünf Sechstel an Falkenstein (Münzenberger Erbschaft). Diese gelangten später in die Hände derer von Sayn und wurden 1486 an Isenburg verkauft. Das Hanauer Sechstel wurde 1701 mit Isenburg gegen ein Drittel von Dudenhofen getauscht, so dass dann der Wildbann ganz zu Isenburg gehörte. Graf Heinrich aus der Linie Isenburg-Ronneburg verkaufte den westlich gelegenen Teil, das Amt Langen, im Jahr 1601 an Hessen-Darmstadt. Der östlich gelegene, Offenbacher Teil, blieb bei der Linie Birstein und deren späteren Nebenlinien Isenburg-Offenbach und Isenburg-Philippseich.
Rechtsverhältnisse des Wildbannes wurden in einem Wildbannweistum festgehalten. Dieses wurde am 7. Mai 1338 auf Veranlassung von Kaiser Ludwig dem Bayern auf dem Maigericht in Langen aufgeschrieben. Dort heißt es unter anderem:
Wenn ein Kaiser im Forst Dreieich will birschen,

so soll er reiten in des Forstmeisters Haus im Hain,

da soll er finden einen weißen Bracken mit gestreiften Ohren,

an seiner seidenen Schnur und mit ihm soll er dem Wilde nachspüren.

Geht die Jagd bei scheinender Sonne zu Ende,

so soll er den Hund wieder zurückantworten bei scheinender Sonne,

wenn nicht, mag er den andern Tag dasselbe thun.
Der Überlieferung nach soll dieser weiße Bracke in der Burg gezüchtet und abgerichtet worden sein.
Weiter heißt es im Weistum:
Niemand soll in dem Wildbann jagen,

als ein Kaiser und ein Vogt von Minzenberg,

und wer sonst jaget, der hat eine Hand verloren,

und den soll der Forstmeister richten.

Wenn der Kaiser zu einem Wildhübner kommt

und in dessen Hof ruhen und essen will,

so soll man ihm Waizenstroh liefern,

und so er von dannen fährt,

soll er dem Hübner so viel zurücklassen,

daß er mit seinem Gesinde acht Tage davon leben mag.
Wer beim „Brennen eines Baumes“ erwischt wurde, „dem soll der Forstmeister die Hände auf den Rücken und die Füße zusammenbinden und einen Pfahl zwischen die Beine schlagen. Und es soll ein Feuer vor seine Füße gemacht werden, und es soll so lange brennen, bis ihm die Sohlen verbrennen von seinen Füßen und nicht von seinen Schuhen.“
Die letzten dem Reich verbliebenen Teile des ursprünglichen Wildbanns wurden 1372 an die Stadt Frankfurt verkauft und bildeten den Ursprung des heutigen Stadtwalds. 1556 wurde das Maigericht von Langen nach Dreieichenhain verlegt.

## Rechtsverhältnisse

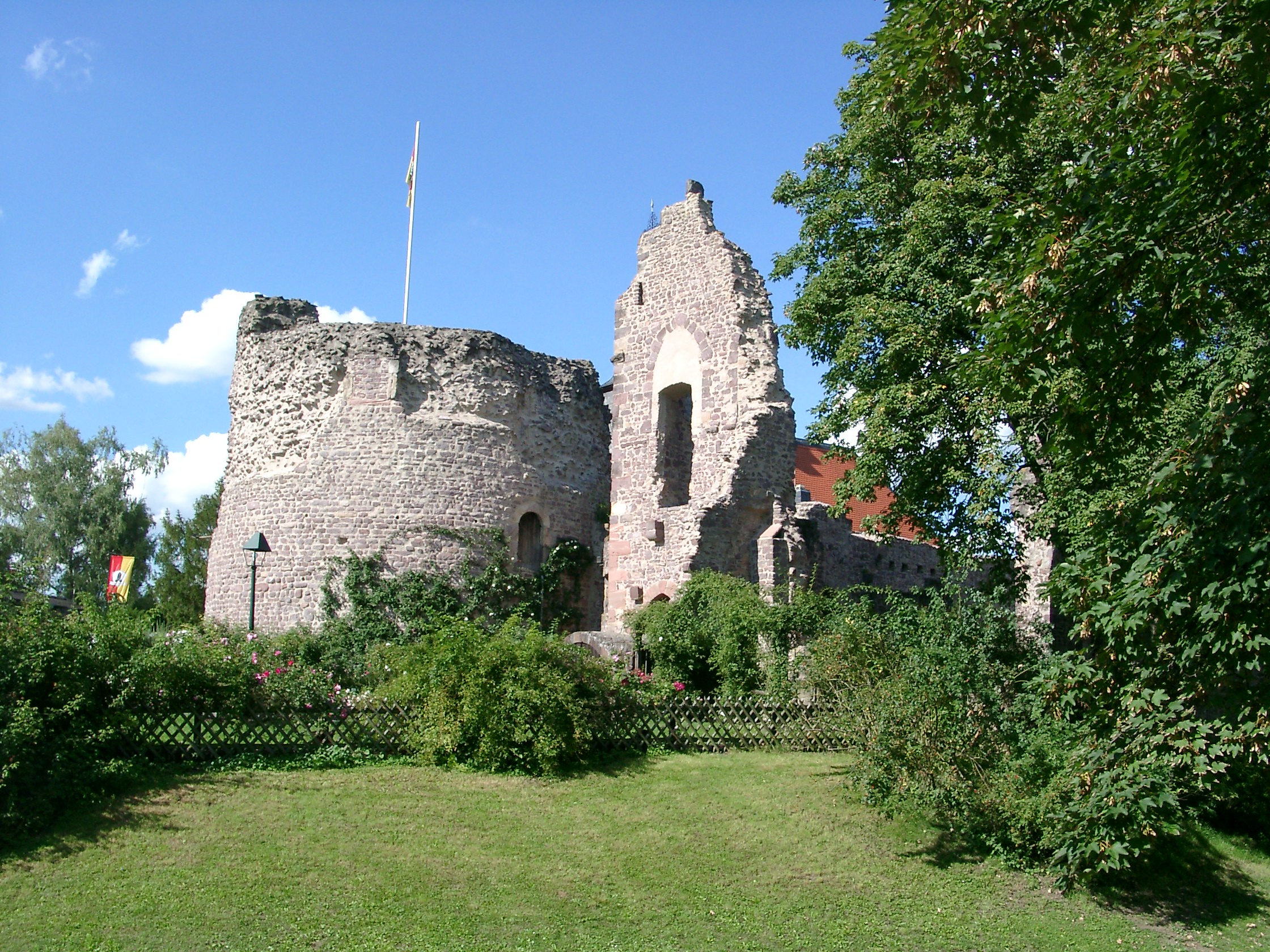
Burgruine Dreieichenhain heute

Verwaltungsmittelpunkt des Wildbannes war die Burg Hayn in der Dreyeich im heutigen Dreieichenhain. Dort residierte der Reichsvogt. Erster Vogt der Dreieich war Eberhard von Hagen, ein enger Vertrauter Kaiser Heinrichs IV. Der Vogt hielt einmal jährlich, während des Monats Mai, in Langen Gericht – das Maigeding.
Ab dem Spätmittelalter stand Hanau aufgrund seines Miteigentumsanteils ein Sechstel der Einkünfte zu, es hatte aber keine Gerichtsherrschaft inne. Der Wildbann Dreieich zählte hanauerseits zwar zur Herrschaft Babenhausen, nicht aber zum hanauischen Amt Babenhausen.
Das Recht zur Jagd im Wildbann konnte gekauft werden. Dafür musste bis 1832 ein „Wildgeld“ entrichtet werden. Die Jäger der Biebermark bezahlten ihre Summe am Sonntag nach Fronleichnam in Mühlheim.

## Wildhuben
Zum Schutz von Wald und Wild wurden innerhalb des Wildbannes 30 Wildhuben eingerichtet:
- Arheilgen
- Bieber
- Bockenheim
- Büttelborn
- Darmstadt
- Dieburg
- Dilshofen
- Fechenheim
- Frankfurt
- Griesheim
- Groß-Bieberau
- Jügesheim
- Kelsterbach
- Kleinzimmern (2 Wildhuben)
- Königstädten
- Langen (2 Wildhuben)
- Mersheim (Dreieich)
- Mörfelden (2 Wildhuben)
- Nauheim
- Niederklingen
- Niederroden
- Ober-Ramstadt
- Offenbach
- Pfungstadt
- Riederwald
- Schaafheim
- Schönfeld
- Schwanheim
- Stockstadt
- Traisa
- Trebur
- Ueberau
- Vilbel
- Worfelden.

Die Inhaber dieser Wildhuben wurden als Hübner bezeichnet. Sie hatten das Recht, den wirtschaftlichen Nutzen aus dem Wald zu ziehen. Die Wildhuben wurden als Lehen vergeben und waren erblich.